# Burgstall Grünberg (Rudelzhausen)
Der Burgstall Grünberg bezeichnet eine abgegangene Burg am östlichen Ortsrand von Grünberg, einem Ortsteil der Gemeinde Rudelzhausen im Landkreis Freising in Bayern. Die Anlage wird als Bodendenkmal unter der Aktennummer D-1-7436-0003 im Bayernatlas als „Burgstall des hohen und späten Mittelalters ("Grünberg")“ geführt.

## Beschreibung
Die Anlage liegt in einem kleinen Mischwald zwischen den Bauernhöfen des Ortsteils Grünberg, er grenzt direkt an das Anwesen Grünberg 10 an und liegt ca. 1.100 m nordwestlich der Pfarrkirche Mariä Himmelfahrt des Nachbarortes Tegernbach. Von der ehemaligen Burganlage mit Vorburg sind nur noch die Wälle erkennbar.